# Medalles del Cercle d'Escriptors Cinematogràfics de 1966
La cerimònia de lliurament de les medalles del Cercle d'Escriptors Cinematogràfics de 1966 va tenir lloc el 15 de març de 1967 al Real Cinema de Madrid. Va ser el vint-i-dosè lliurament de aquestes medalles, atorgades per primera vegada vint-i-un anys abans pel Cercle d'Escriptors Cinematogràfics (CEC). Els premis tenien per finalitat distingir als professionals del cinema espanyol i estranger pel seu treball durant l'any 1966 i es van lliurar amb l'assistència de l'actriu sueca Viveca Lindfors. Després del repartiment de guardons es va projectar el film Qui té por de Virginia Woolf?.
El nombre de guardons va augmentar a quinze respecte a l'edició anterior. Es va recuperar la Medalla al millor llibre, es va concedir un premi especial a títol pòstum a Walt Disney i un altre per la seva labor en el Cercle a Ángel Falquina. La guanyadora de l'any va ser La caza, que va guanyar quatre medalles: millor pel·lícula, millor actor, millor fotografia i el Premi Antonio Barbero.

## Llista de medalles
| Categoria                               | Premiat                     | Labor premiada                           |
| --------------------------------------- | --------------------------- | ---------------------------------------- |
| Millor pel·lícula                       | La caza                     | Pel·lícula                               |
| Millor director                         | Angelino Fons               | La busca                                 |
| Millor actriu                           | Emma Penella                | La busca                                 |
| Millor actor                            | Alfredo Mayo                | La caza                                  |
| Millor fotografía                       | Luis Cuadrado               | La caza                                  |
| Millor música                           | Antonio Pérez Olea          | Mestizo                                  |
| Millors decorats                        | Gil Parrondo Roberto Carpio | El fantástico mundo del doctor Coppelius |
| Millor guió                             | Basilio Martín Patino       | Nueve cartas a Berta                     |
| Premi José de la Cueva                  | Félix Martialay             |                                          |
| Millor pel·lícula estrangera            | Un homme et une femme       | Pel·lícula                               |
| Premio Antonio Barbero                  | Emilio Gutiérrez Caba       | Conjunt de la seva obra                  |
| Millor llibre                           | Manuel Villegas López       | El cine en la sociedad de masas          |
| Labor periodística                      | Santiago de la Cruz         |                                          |
| Premi especial a títol pìstum           | Walt Disney                 |                                          |
| Premi especial per la seva labor al CEC | Ángel Falquina Bartolomé    |                                          |